# پرهام دلدار
پرهام دلدار (زاده ۱۳۶۱ - تهران) بازیگر سینما،تئاتر و تلویزیون اهل کشور ایران است.

## سینما
- مرده خور (۱۳۹۸)
- چهل کچل (۱۳۹۶)
- تا آمدن احمد (۱۳۹۳)
- بزرگ‌مرد کوچک (۱۳۹۰)
- ماهیگیر کوچک (۱۳۸۶)
- سهند دریا (۱۳۷۰)

## تلویزیون
- تله‌فیلم سمعک کارگردان : محمد علی طالبی
- تله‌فیلم قفس کارگردان : سید رحیم سید حسینی
- مجموعه میان پرده‌های نوروزی ۱۳۶۵ کارگردان : جلیل فرجاد
- بوی خوش آشنایی[۱] کارگردان: سعید شریفیان
- تله‌فیلم چشمهای امید کارگردان : باقر فاضل
- مینی سریال شکوفه‌های مهاجر کارگردان : عبدالجبار دلدار
- مجموعه تلویزیونی آقای گردنبار کارگردان : ایرج صغیری
- تله‌فیلم ستاره قطبی کارگردان : عبدالجبار دلدار
- مجموعه تلویزیونی جستجوگران کارگردان : محمد علی سجادی
- مجموعه تلویزیونی ساختمان ۸۵ کارگردان : مهدی فخیم زاده
- مجموعه تلویزیونی ستایش ۱ کارگردان : سعید سلطانی
- تله‌فیلم دو روی سکه کارگردان : احمد معظمی
- تله‌فیلم ساعت به وقت صفر کارگردان : احمد معظمی

## تئاتر
شامل تهیه،نویسندگی،کارگردانی،تولید،دستیاری و بازیگری ها
- قصه جنگل- نویسنده : پروانه مرزبان / کارگردان : عبدالجبار دلدار
- گل و قداره- نویسنده و کارگردان : بهزاد فراهانی
- ایاس -نویسنده : رضا صابری / کارگردان : فلاح علمی سولا
- یخبندان-نویسنده : رضا صابری/ کارگردان : فلاح علمی سولا
- ت- نویسنده و کارگردان : جواد صداقت
- بندار بی دخش -نویسنده : بهرام بیضایی / کارگردان :

جواد صداقت
- آق رومئو و میرزا اتللو -نویسنده و کارگردان : محمدرضا شهبازی
- همیشه ستاره-نویسنده و کارگردان : محمد رضا شهبازی
- مسئله ای نیست -نویسنده : دوید آیوز / کارگردان : پرهام دلدار
- دادگاه جنگلی -نویسنده و کارگردان : پرهام دلدار
- کور اوغلو و کچل حمزه -نویسنده و کارگردان : پرهام دلدار
- غیب گویی-نویسنده : پیتر هانتکه / کارگردان : حسین صفریان بحری
- اتهام به خود -نویسنده : پیتر هانتکه / کارگردان :حسین صفاریان بحری
- وارطان آهنگر-نویسنده و کارگردان : حسین سحر خیز
- خنکای ختم خاطره-نویسنده : حمید رضا اذرنگ / کارگردان : نیما دهقان
- خداحافظی نکردی با نجمه سورچی -نویسنده و کارگردان : حمید رضا آذرنگ
- رقص زمین-نویسنده و کارگردان : حسین پاکدل
- جن گیر- نویسنده و کارگردان : کورش نریمانی
- دستهای آلوده -نویسنده : ژان پل سارتر / کارگردان : حسین صفریان بحری
- جلادها- نویسنده : فرناندو ارابال / کارگردان : علی رضا توکلی
- حضرت والا -نویسنده و کارگردان : حسین پاکدل
- تله تئاتر نرجس خاتون- نویسنده و کارگردان : رضا گوران
- عشق و عالی جناب -نویسنده و کارگردان : حسین پاکدل
- کرگدن -نویسنده : اوژن یونسکو / کارگردان : سعیده آجرلی
- پوتینهای عموبابا -نویسنده و کارگردان : شهرام کرمی
- سقراط -نویسنده و کارگردان : حمید رضا نعیمی
- انگور-نویسنده : سید محمد مساوات/ کارگردان : رضا شیبانی
- کور کور-نویسنده : حسین پاکدل /کارگردان : پرهام دلدار